# جائحة إنفلونزا الخنازير في الولايات المتحدة 2009

قالب:2009 US swine flu outbreak table كانت جائحة إنفلونزا 2009 في الولايات المتحدة سلالة جديدة من فيروس الإنفلونزا A / H1N1 ، المشار إليه عادة باسم " أنفلونزا الخنازير "، الذي بدأ في ربيع عام 2009. انتشر الفيروس إلى الولايات المتحدة بسبب تفشي مرض في المكسيك.
مراكز الولايات المتحدة لمكافحة الأمراض والوقاية منها (CDC) كانت تقدر 60.8 مليون حالة، 274,000 الشفاء، 12,469 الوفيات (النطاق: 8,868–18,306) في الولايات المتحدة بسبب الفيروس.
 
بدأت أولى الحالات المبلغ عنها في الولايات المتحدة في الظهور في أوائل أبريل 2009، في كاليفورنيا  ثم انتشرت لإصابة الناس في تكساس، نيويورك، وحالات أخرى متنوعة بحلول نهاية مايو.
في 22 أبريل، قام مركز السيطرة على الأمراض بتنشيط مركز عمليات الطوارئ (EOC) لأول مرة في 25 أبريل، أعلنت منظمة الصحة العالمية حالة طوارئ صحية عامة ذات أهمية دولية.  في 26 أبريل، تم الإعلان عن حالة طوارئ صحية عامة في الولايات المتحدة، وتم تجديدها مرتين.  
ثم انتشر المرض بين سكان البلاد وبحلول نهاية مايو أصاب المواطنين في جميع الولايات الخمسين.  استمر النمط حتى يونيو من نفس العام.  اختلف العدد الإجمالي للحالات المؤكدة من 27,717 (الحالات المؤكدة والمحتملة لمراكز السيطرة على الأمراض والوقاية منها) و 25,453 (إجمالي جميع الحالات المؤكدة من الدولة) حتى 26 يونيو 2009 6
في منتصف شهر يونيو 2009، تجاوز عدد الحالات الأمريكية تلك التي كانت في المكسيك والتي كانت السباقة في تشخيص حالات المرض.  في نهاية شهر يونيو 2009، تجاوز عدد الوفيات المرتبطة بالفيروس في الولايات المتحدة عدد الوفيات في جميع البلدان الأخرى أيضًا.
في 25 يونيو، نشرت مراكز مكافحة الأمراض والوقاية منها معلومات تكشف عن وجود أكثر من مليون حالة إصابة بالمرض على الأرجح في الولايات المتحدة، لم يتم الإبلاغ عن معظمها أو تشخيصها
تتعلق الوفيات بسلالة جديدة من الظهور في الولايات المتحدة في  في أواخر أبريل، وبحلول أوائل يونيو، أبلغت 15 ولاية عن حالات وفاة مرتبطة بالفيروس أو حدثت مباشرة منه.  في 24 أكتوبر، أعلنت إدارة أوباما حالة طوارئ وطنية، بلغ إجمالي الوفيات 4000 في 15 نوفمبر 2009. (في وقت لاحق وصل إلى ما يقدر بـ 12469 حالة وفاة أمريكية، حتى 03/2020 وفقًا لمنظمة الصحة العالمية). قام مركز السيطرة على الأمراض بتوزيع لقاح ضد سلالة الإنفلونزا الجديدة باستخدام الآليات الموجودة بالفعل لبرنامج لقاحات الأطفال (VFC).
في 10 ديسيمبر لعام ابلغ مركز السيطرة على الامراض عن حوالي 50 مليون أمريكي أو 1 من كل 6 أشخاص أصيبوا بفيروس A H1N1 لعام 2009 وتوفي 10000 أمريكي، وبحلول ذلك الوقت بدأ توزيع اللقاح على نطاق واسع لعامة الناس  بواسطة عدة ولايات 4 في 23 ديسمبر 2009، أبلغت مراكز مكافحة الأمراض والوقاية منها عن انخفاض المرض بنسبة 59٪، وكان من المتوقع أن ينتهي المرض في الولايات المتحدة في يناير 2010.
في 15 يناير 2010، نشرت مراكز مكافحة الأمراض والوقاية منها أرقامًا تقديرية جديدة لأنفلونزا الخنازير، قائلة إنها مرضت حوالي 55 مليون أمريكي وقتلت حوالي 11.160 من أبريل حتى منتصف ديسمبر في 12 فبراير 2010، أصدرت مراكز مكافحة الأمراض والوقاية منها أرقامًا تقديرية محدثة عن أنفلونزا الخنازير، أفادت أن مجموعه من 57 مليون أمريكي قد تماثلوا للشفاء، وتم نقل 257000 إلى المستشفى وتوفي 11.690 شخصًا (بما في ذلك 1180 طفلًا) بسبب أنفلونزا الخنازير من أبريل حتى منتصف يناير.

## الحالات الأولية
حددت مراكز السيطرة على الأمراض والوقاية منها (CDC) أول A / 09 (H1N1) كاليفورنيا في 17 أبريل 2009، عن طريق برنامج الأمراض المعدية الحدودية، 151 لطفل مقاطعة سان دييغو، ومرفق بحث بحري يدرس تشخيصًا خاصًا  اختبار، حيث تم اختبار عينة الأنفلونزا من الطفل من مقاطعة إمبريال بحلول 21 أبريل، تم اختبار الترصد المعزز.  للبحث عن حالات إضافية في كل من كاليفورنيا وتكساس، حدد مركز مكافحة الأمراض والوقاية منها أن سلالة الفيروس تشبه وراثيا أنفلونزا الخنازير المعروفة سابقًا (H1N1) المنتشرة بين الخنازير في الولايات المتحدة منذ حوالي عام 1999.
وقد ثبت أن الفيروس كان مزيجًا من فيروسات إنفلونزا الخنازير البشرية في أمريكا الشمالية، وإنفلونزا الخنازير الأوراسية؛  كما لوحظ أن الفيروسات من الحالتين الأوليين في كاليفورنيا تقاوم الأمانتادين والريمانتادين، وهما دواءان شائعان مضادان للفيروسات.  لم يتم العثور على أي اتصال مع الخنازير لأي من مواطني كاليفورنيا السبع ولا أي من الحالتين في تكساس، مما يشير إلى انتقال الفيروس من إنسان إلى آخر.
في 28 أبريل 2009 أكد مدير مراكز السيطرة على الأمراض والوقاية منها أول حالة وفاة رسمية بإنفلونزا الخنازير في الولايات المتحدة.  أكدت الاختبارات أن طفلاً عمره 23 شهرًا من المكسيك، والذي ربما أصيب بالعدوى هناك توفي في 27 أبريل من الأنفلونزا أثناء زيارته ولاية تكساس.

## تفشي المرض عبر الولايات المتحدة

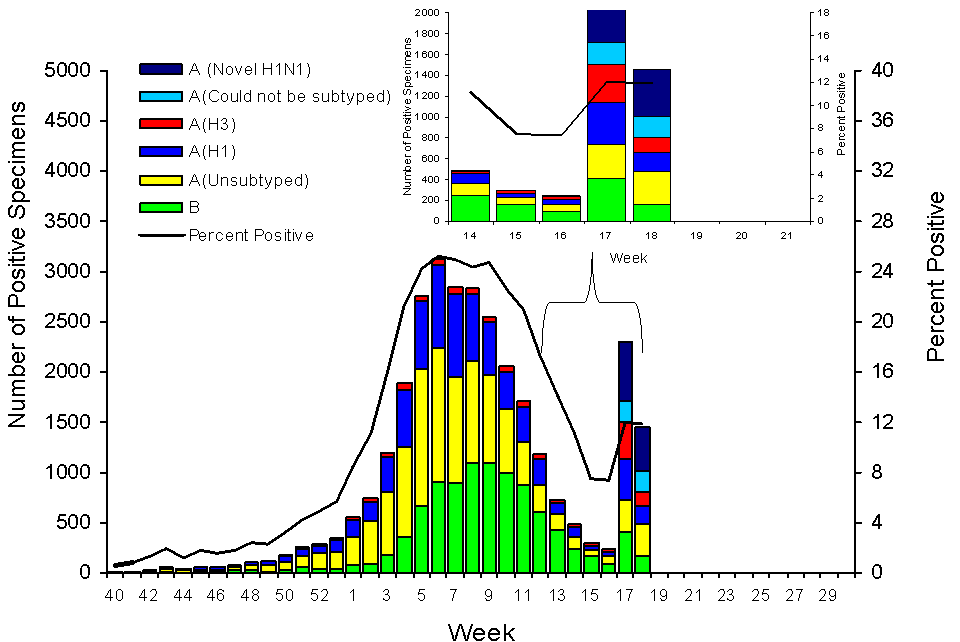
تقرير مراكز مكافحة الأمراض والوقاية منها (CDC) لأسبوع موسم الإنفلونزا 2008-2009 18 (17 مايو) ، الأنواع الفرعية والنسب المئوية للاختبارات الإيجابية

انتشرت حالات الإصابة بفيروس H1N1 بسرعة في جميع أنحاء الولايات المتحدة، مع حالات تفشي شديدة بشكل خاص في تكساس ونيويورك ويوتا وكاليفورنيا، وارتبطت الحالات المبكرة بالسفر الأخير إلى المكسيك، وكان العديد منهم طلابًا سافروا إلى المكسيك لقضاء عطلة الربيع.   في 4 مايو 2009، أبلغ مركز السيطرة على الأمراض وفاة واحدة، 286 حالة إصابة مؤكدة بفيروس H1N1 في 36 ولاية، و 35 حالة دخول للمستشفى، وتوقع أن ينتشر فيروس H1N1 في نهاية المطاف إلى جميع الولايات.  وفقًا للمسعفين، حدث عدد كبير من الحالات في الأيام التي سبقت إطلاق التنبيه ولم تظهر إلا في هذه الأيام بسبب تراكم كبير. بحلول 5 مايو 2009، ارتفع العدد إلى 4036).  وتم الإبلاغ عن وفاة ثانية في ولاية تكساس.   أعرب مركز السيطرة على الأمراض والمسؤولين الحكوميين عن تفاؤل حذر بشأن شدة وانتشار فيروس H1N1
أدت التغييرات في مراقبة حالات المرض الشبيهة بالإنفلونزا، بما في ذلك المبادئ التوجيهية الجديدة لتحديد الحالات التي يجب اختبارها، وزيادة الاختبارات المعملية، ومجموعات الاختبار الجديدة القادرة على تمييز هذه السلالة الجديدة، إلى ارتفاع كبير في نسبة الحالات التي تم اختبارها إيجابية للإنفلونزا.  من الحالات الإيجابية، كان حوالي الثلث بسبب السلالة الجديدة.  كما تم العثور على عدد كبير من الحالات التي لا يمكن فيها كتابة السلالة من النوع الفرعي.

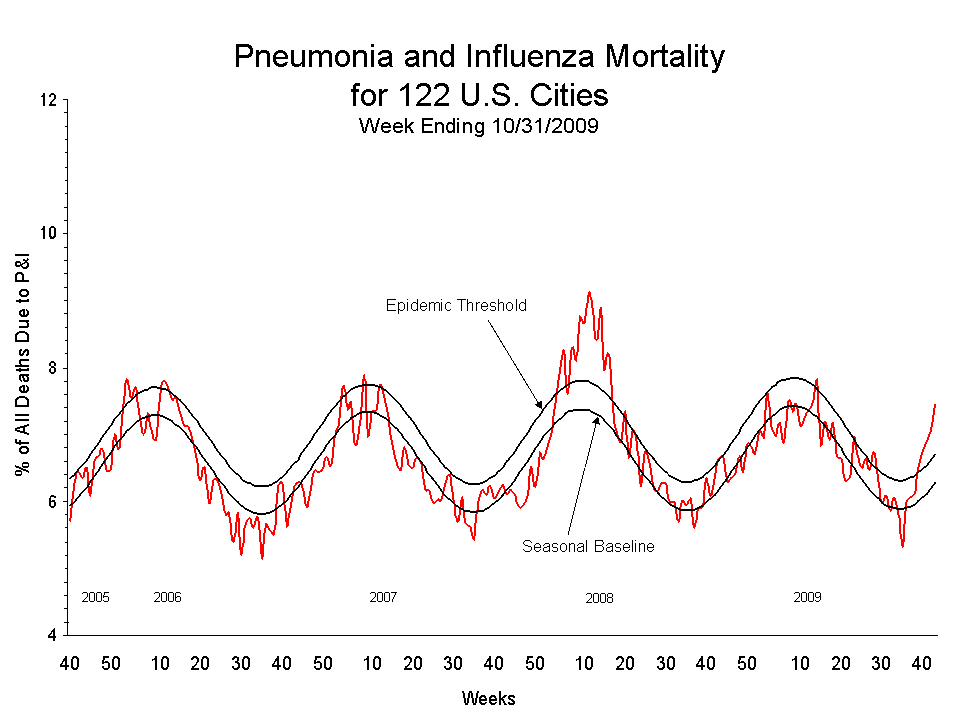
وفيات الالتهاب الرئوي والإنفلونزا في 122 مدينة أمريكية ، 5 سنوات حتى أكتوبر 2009

ارتفعت نسبة الوفيات في الولايات المتحدة بسبب الالتهاب الرئوي والإنفلونزا فوق عتبة الوباء في موسم الأنفلونزا الشتوية 2007-2008 ولكن ليس في موسم 2008-2009.  على الرغم من أن فاشية H1N1 وصلت إلى مستويات وبائية من العدوى في وقت مبكر من عام 2009، إلا أنها لم تساهم في مستويات وبائية الالتهاب الرئوي والوفيات المرتبطة بالإنفلونزا حتى أكتوبر 2009 [بحاجة لمصدر]
| ملخص إنفلونزا الخنازير في الولايات المتحدة لعام 2009 |                             |
| ---------------------------------------------------- | --------------------------- |
| عدد الحالات / الوفيات المؤكدة                        | انظر الجدول أعلاه           |
| عدد الولايات / الأقاليم </br> مع الحالات المبلغ عنها | 56                          |
| عدد الولايات / الأقاليم </br> مع وفيات مؤكدة         | 55                          |
| أقرب إصابة مؤكدة في الولايات المتحدة                 | 28 مارس 2009                |
| الموت الأول داخل الولايات المتحدة                    | 27 أبريل 2009               |
| الوفاة الأولى لمواطن أمريكي                          | 5 مايو 2009                 |
| عدد المصابين بالمستشفى                               | 9,079 (اعتبارًا من 3 سبتمبر) |
| الوفيات                                              | 593 (اعتبارًا من 3 سبتمبر)   |

### الموجة الثانية
في أوائل أكتوبر 2009، أعلنت مراكز السيطرة على الأمراض والوقاية منها أن أنفلونزا الخنازير منتشرة في جميع أنحاء البلاد.  وقالت أيضًا إن هناك نشاطًا كبيرًا للإنفلونزا في جميع الولايات تقريبًا، والتي اعتبرت غير معتادة تمامًا لهذا الوقت من العام.  كان هناك قلق خاص حول النساء الحوامل.  وحتى أواخر أغسطس، تم إدخال 100 شخص إلى المستشفيات في وحدات العناية المركزة وتوفي 28 منذ بداية تفشي المرض في أبريل.  في 1 أكتوبر، تم الاعتراف بأن المجند في التدريب الأساسي في فورت جاكسون، كارولينا الجنوبية، كان أول وفاة للإنفلونزا في الجيش.  مرض المجند في 1 سبتمبر وتوفي بسبب الالتهاب الرئوي في 10 سبتمبر.
أقام مركز Dell الطبي للأطفال في أوستن، تكساس، خيمتين في موقف السيارات الخاص به للتعامل مع زيارات غرف الطوارئ، وسجلت المستشفيات حول كولورادو سبرينغز زيادة بنسبة 30 بالمائة في زيارات الإنفلونزا.  مع تزايد حالات الأطفال، أطلق قسم الصحة والخدمات البشرية 300000 دورة من تاميفلو السائل للأطفال من المخزون الوطني للجائحة في أواخر سبتمبر، مع إرسال الدُفعات الأولى إلى تكساس وكولورادو.
في أواخر سبتمبر، أفادت مراكز الأمراض أن 936 توفوا بسبب أعراض الأنفلونزا من الالتهاب الرئوي المرتبط بالإنفلونزا منذ 30 أغسطس، عندما بدأ عددًا جديدًا للوفيات، بما في ذلك بعض الحالات التي لم يتم تأكيدها من قبل أنفلونزا الخنازير في المختبر
أفادت وزارة الزراعة يوم 16 أكتوبر أن ثلاثة خنازير في معرض ولاية مينيسوتا، في سانت بول، كانت إيجابية في أواخر أغسطس / آب لفيروس H1N1 ، وهي الحالات الأولى في البلاد، على الرغم من أنه تم العثور على خنازير مصابة في ثمانية بلدان أخرى.  تم اختبار 103 خنازير في المعرض، بما في ذلك المصابين الثلاثة، على الرغم من أن جميعهم بدوا أصحاء.  قال العلماء أن الفيروس ينتشر بالفعل على نطاق واسع بين الناس، وفي الواقع، كان أكثر شيوعًا في البشر منه في الخنازير، لذلك من المرجح أن يصاب به البشر من الآخرين أكثر من الخنازير.
في منتصف أكتوبر، أفيد أن الإنفلونزا الناجمة عن فيروس HIN1 كانت منتشرة على نطاق واسع في 41 ولاية، وشكلت الأمراض الشبيهة بالإنفلونزا 6.1 في المائة من جميع زيارات الأطباء، والتي اعتبرت عالية الارتفاع المطلوبة] خاصة في أكتوبر.  توفي 43 طفلاً بسبب فيروس H1N1 منذ 30 أغسطس / آب، وهو تقريباً العدد الذي يموت عادةً في موسم الأنفلونزا بأكمله.  كان تسعة عشر من بين الثلاثة والأربعين من المراهقين بينما كان ستة عشر بين سن الخامسة إلى الحادية عشرة.  كان الباقون أقل من خمس سنوات (بحاجة لمصدر) ويقال أن شدة المرض لم تكن في ازدياد. تم وضع حوالي 15 إلى 20 في المائة من المرضى الذين أدخلوا المستشفى بسبب الأنفلونزا في وحدة العناية المركزة، وهو مستوى مماثل لمستوى الإنفلونزا الموسمية  [بحاجة لمصدر]

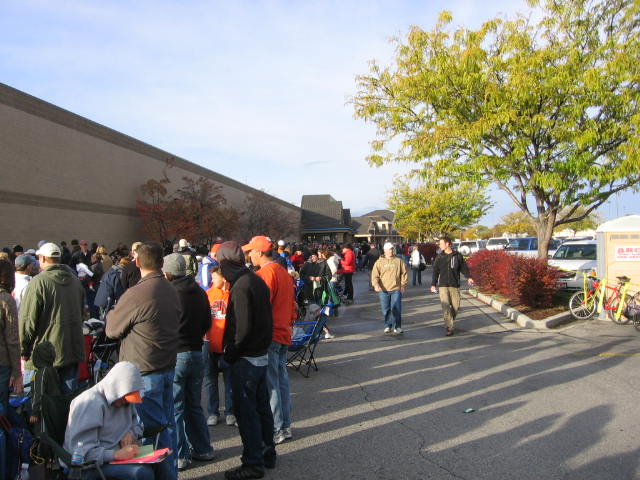
المجموعات المعرضة للخطر خط في البائد كمارت في 24 تشرين الأول, 2009 لأول H1N1 اللقاحات متاحة للجمهور في Boise, Idaho.

وقد انخفضت إسقاطات إمدادات لقاح H1N1 بشكل ملحوظ من مستوى 120 مليون جرعة جاهزة في أكتوبر، مقدرة خلال فصل الصيف، إلى تقدير من 28 إلى 30 مليون جرعة بنهاية الشهر.  في 14 أكتوبر، قيل أن 11.4 مليون جرعة من لقاح H1N1 متوفرة.  حتى 20 نوفمبر 2009، أبلغ مركز السيطرة على الأمراض عن انخفاض حاد في نشاط H1N1 في جميع أنحاء الولايات المتحدة، مع أمراض تشبه الإنفلونزا (والتي قد تشمل أيضًا التهاب السحايا والالتهاب الرئوي والتهاب البلعوم العقدي والتهاب المعدة والأمعاء ونزلات البرد) تمثل 5.5 ٪ من الأطباء  الزيارات، بانخفاض حاد من 8 ٪ في أواخر أكتوبر، ذروة الثانية ولكن ومع ذلك، لا يزال مركز مكافحة الأمراض يحثه مركز السيطرة على الأمراض، حيث قد تكتسح الموجة الثالثة من المرض عبر الولايات المتحدة، ربما في يناير / فبراير 2010.1301 في ديسمبر  24، بلغت الموجة الثانية من فيروس H1N1 ذروتها بوضوح، مع انخفاض وفيات الالتهاب الرئوي والإنفلونزا إلى ما دون عتبة الوباء للمرة الأولى في 11 أسبوعًا، ونسبة زيارات الأطباء إلى الأمراض الشبيهة بالإنفلونزا تتراجع إلى خط الأساس (2.3٪)، إلى أسفل  من 5.5 ٪ قبل شهر واحد، في 20 نوفمبر. ومع ذلك، أفيد أن نشاط الإنفلونزا بدأ في الزيادة في ولاية فرجينيا الغربية، من قبل مقدمي الرعاية الصحية في ولاية فرجينيا الغربية الذين يعانون من مرض شبيه بالإنفلونزا، وهي زيادة كبيرة من 2 ٪ من المرضى الذين يعالجون  كتبه مقدمو الرعاية الصحية في ولاية فرجينيا الغربية الذين يعانون من مرض شبيه بالإنفلونزا في نوفمبر.

## شدة الإنفلونزا

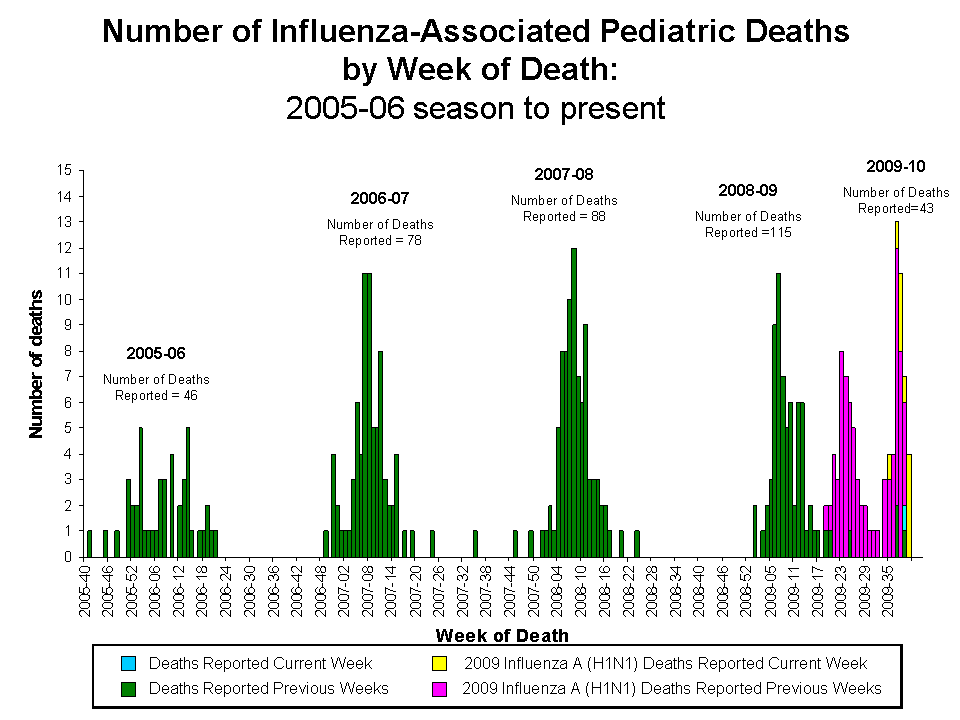
المرتبطة بالنزلة الوافدة الأطفال الوفيات المبلغ عنها إلى السيطرة على الأمراض من 2005-06 لبدء 2009-2010

تم تحديد السلالة الجديدة على أنها مزيج من عدة سلالات مختلفة من Influenzavirus A ، النوع الفرعي H1N1 ، بما في ذلك سلالات منفصلة من هذا النوع الفرعي المنتشر في البشر (انظر أنفلونزا البشر) وفي الخنازير (انظر أنفلونزا الخنازير).  تنتقل السلالة بين البشر وأفيد في البداية أن معدل الوفيات مرتفع نسبيًا في المكسيك.  أعربت منظمة الصحة العالمية (WHO) والمراكز الأمريكية لمكافحة الأمراض والوقاية منها (CDC) عن مخاوف جدية من أن السلالة الجديدة يمكن أن تتحول إلى وباء أنفلونزا .31 ويذكر أنه نظرًا لانتشار الفيروس بالفعل، فإن الاحتواء  سيكون مستحيلا 321
بالإضافة إلى ذلك، يمكن أن يكون عدد وفيات الأنفلونزا في المكسيك أقل مما كان يعتقد في البداية، قال جيرالد إيفانز، رئيس جمعية علم الأحياء الدقيقة الطبية والأمراض المعدية في كندا وعضو لجنة اتحادية لتخطيط الوباء، في 29 أبريل:
كان هناك الكثير من أدلة التكهنات بأن هناك العشرات والعشرات من القتلى.  أظهر التحليل الدقيق أن هؤلاء الأشخاص ماتوا على الأرجح بسبب شيء آخر، وليس بسبب الإنفلونزا.  هذه أخبار جيدة حقًا، وستناسب ذلك ما رأيناه خارج المكسيك
علاوة على ذلك، انتقد خبير كندي آخر، نيل راو، منظمة الصحة العالمية ترفع تنبيهها بشأن الوباء إلى المستوى 5، قائلة:
أنا لا أتفق مع (منظمة الصحة العالمية) لأنني أعتقد أنه مقياس ذعر، وليس متر وبائي.  [...] إذا كان مرض الإنفلونزا هذا ليس مميتًا، فأنا لا أعرف سبب الإنذار للأشخاص غير المصابين بهذا الفيروس.  [..] أنا متحمس حقًا لمعرفة مدى سوء هذا من الأنفلونزا الموسمية.  حتى الآن يبدو أنه ليس بهذه الجدية.
ذكرت شبكة سي إن إن في 28 أبريل 2009 أن هناك ما لا يقل عن 800 حالة وفاة في الولايات المتحدة بسبب الإنفلونزا العادية في كل أسبوع فردي بين 1 يناير و 18 أبريل، وهو أعلى من العدد الإجمالي للوفيات في العالم لأنفلونزا الخنازير.
حتى 28 مايو 2010، كان عدد القتلى الرسمي المنسوب مباشرة إلى رواية H1N1 والإنفلونزا الموسمية 2111. [36]  يتجاوز هذا العدد الإجمالي 849 حالة وفاة تعزى مباشرة إلى الإنفلونزا الموسمية في عام 2006.  الذين تتراوح أعمارهم بين 65 سنة وما فوق).  37138] كان التقدير النهائي لأكثر من 12000 حالة وفاة على مدار الوباء (أبريل 2009 - أبريل 2010).

## استجابة

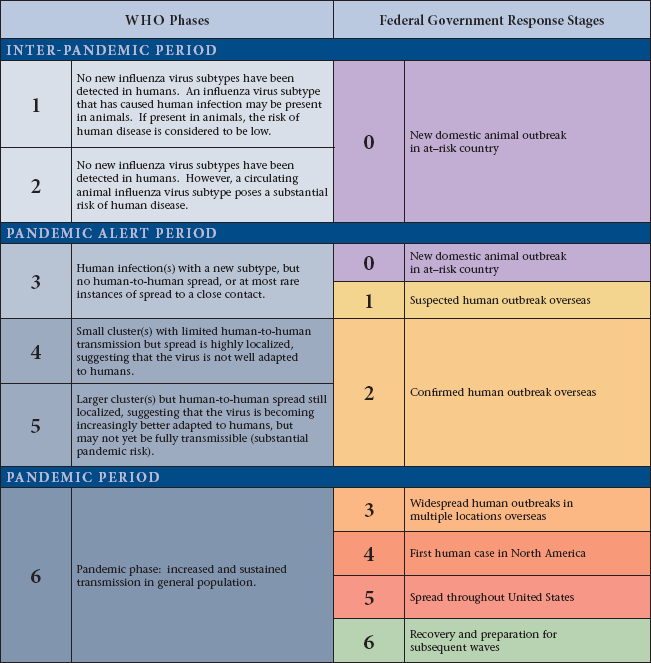
مخططات حكومة الولايات المتحدة المتطابقة ومخططات الاستجابة للوباء لمنظمة الصحة العالمية.

ظلت الاستجابة الفيدرالية في المرحلة الوبائية الأمريكية صفر، متطابقة مع المراحل 1 و 2 و 3,39 لمنظمة الصحة العالمية (Pandernic Phasernic) ومع ذلك، تم رفع مرحلة الوباء لمنظمة الصحة العالمية إلى 4 في 27 أبريل، وهو ما يتوافق مع  الولايات المتحدة مرحلة الجائحة 2 141] في 29 أبريل، رفع مستوى التأهب للوباء إلى المرحلة 5.
أعلنت الحكومة الفيدرالية للولايات المتحدة حالة طوارئ صحية عامة، ثم أشارت عدة ولايات أمريكية إلى أنها قد تحذو حذوها.  أشارت وزيرة الأمن الداخلي جانيت نابوليتانو إلى أن هذا الإعلان هو إجراء التشغيل القياسي، والذي تم أيضًا من أجل التنصيب الرئاسي لعام 2009 والفيضانات.
بعد عدة أيام من المداولات، أعلنت منظمة الصحة العالمية أن الأنفلونزا الحالية أصبحت وباءً حقيقيًا ، مما رفع مستوى الإنذار بالوباء إلى المرحلة 6، وهو أعلى مستوى على مستوى منظمة الصحة العالمية ومتوافق مع مراحل استجابة الحكومة الفيدرالية الأمريكية 3-6

### البيت الابيض

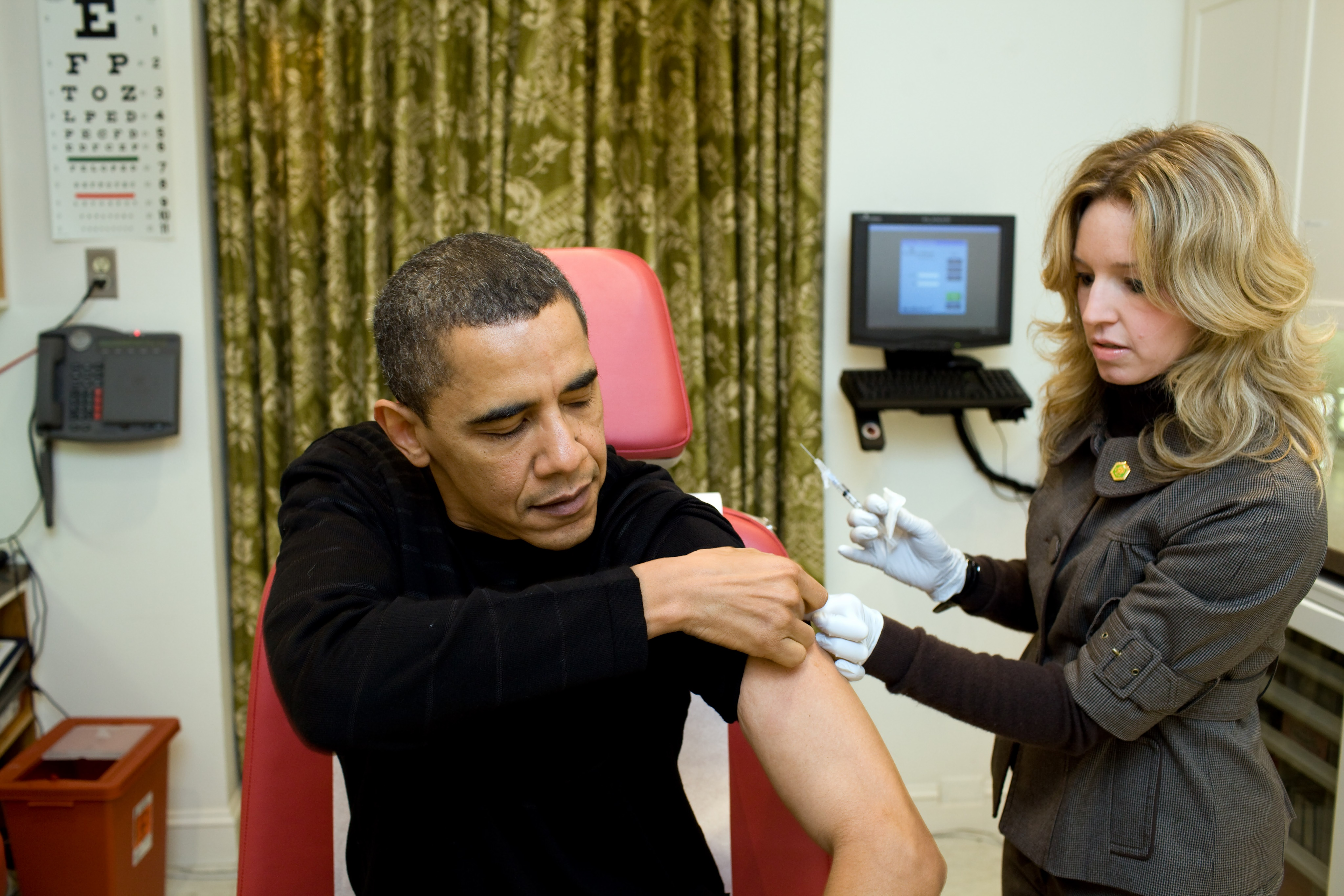
تم تلقيح باراك أوباما في 20 ديسمبر 2009.

قال مسؤول بالبيت الأبيض في 24 أبريل إن «البيت الأبيض يأخذ الوضع على محمل الجد ويراقب أي تطورات جديدة. وقد تم اطلاع الرئيس بشكل كامل». صرح الرئيس باراك أوباما بأننا «نراقب عن كثب الناشئة  حالات أنفلونزا الخنازير»، كما أشار ، «من الواضح أن هذا سبب للقلق. ولكنه ليس سببًا للقلق» اقترح الرئيس أوباما أن المدارس الأمريكية يجب أن تفكر في إغلاق ، كاحتمال مستقبلي ، إذا كان طلابها  أصيب السجين ، وقال السكرتير الصحفي للبيت الأبيض روبرت جيبس إن الجهود المبذولة لتكوين فريق للاستجابة للذعر الصحي لم يعوقها نقص وزير الصحة والخدمات الإنسانية أو المعينين في أي من الوظائف الـ 19 الرئيسية في الوزارة.   كان مرشح الرئيس ، كانساس حاكم ولاية كاثلين كاثلين سيبيليوس ، لا يزال في انتظار الموافقة من مجلس الشيوخ الأمريكي حتى تمريره في 28 أبريل. ولم يجر الرئيس حتى الآن تعيينات لمفوض الغذاء والدواء.  الإدارة أو الجراح العام أو مدير مراكز السيطرة على الأمراض والوقاية منها. يعمل الجراح العام بالنيابة الحالي ، ستيفن ك. جالسون ، حاليًا أيضًا مساعدًا بالنيابة لوزير الصحة

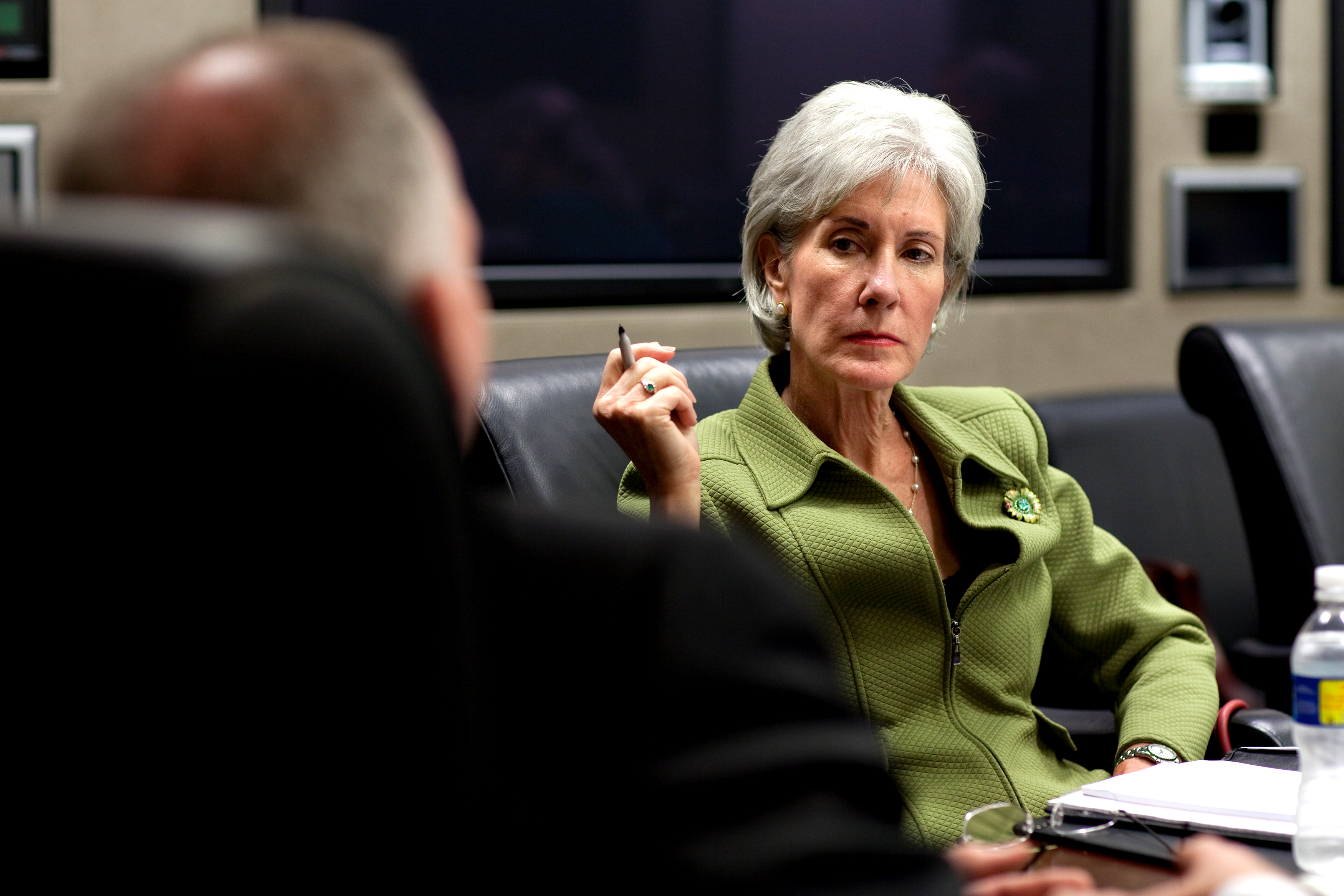
وزيرة الصحة والخدمات الإنسانية كاثلين سيبيليوس في اجتماع في غرفة العمليات بالبيت الأبيض بخصوص فيروس H1N1.

في أبريل 30, أفيد أن أحد مساعدي ستيفن تشو، وزير الطاقة في الولايات المتحدة قد انخفض إلى سوء من الفيروس بعد مساعدة ترتيب الرئيس باراك أوباما'ق رحلة إلى المكسيك. غير أن البيت الأبيض إن الرئيس ليست في خطر من الحصول على الإنفلونزا.
كاثلين سيبيليوس تم تأكيد وزير الصحة والخدمات البشرية من قبل مجلس الشيوخ في 28 أبريل / نيسان 2009 مع تصويت 65-31.
يوم 24 أكتوبر ، أعلن الرئيس أوباما في عام 2009 H1N1 انفلونزا الخنازير حالة طوارئ وطنية. إعلان يسهل على الولايات المتحدة المرافق الطبية للتعامل مع زيادة في مرضى انفلونزا بالسماح التنازل عن بعض المتطلبات من الرعاية الطبية، الطبية وغيرها الاتحادية برامج التأمين الصحي حسب الحاجة.

### مراكز السيطرة على الأمراض والوقاية منها (CDC)
خلال الأسبوع من 19 أبريل 2009, CDC تنشيط عملياتها الطارئة مركز (EOC)، RADM ستيفن ريد كما الحادث قائد لزيادة التحقيقات الجارية الإنسان حالات من أنفلونزا الخنازير A (H1N1). أكثر من 250 CDC المهنيين عملت من مركز السيطرة على الأمراض EOC كجزء من استجابة الوكالة. اعتبارا من 4 مايو 2009, CDC أفادت أنها نشرت 25% من إمدادات الأدوية في الاستراتيجية الوطنية المخزونات إلى مختلف الدول.

#### انفلونزا الخنازير مجموعات اختبار
اعتبارا من نيسان / أبريل 29, فقط CDC يمكن أن تؤكد الولايات المتحدة انفلونزا الخنازير الحالات. Besser صرح خلال أبريل 30 الصحفي الذي كاليفورنيا ونيويورك مجموعات التشخيص ، وأن مجموعات سيتم إرسالها إلى جميع الدول بدءا من اليوم التالي.
في 6 مايو CDC أعلنت مجموعات اختبار أصبحت متاحة الآن لجميع الدول. وكان من المتوقع هذا من شأنه أن يولد زيادة في عدد الحالات المؤكدة أكثر الدول بدأت به بأنفسهم الاختبارات.

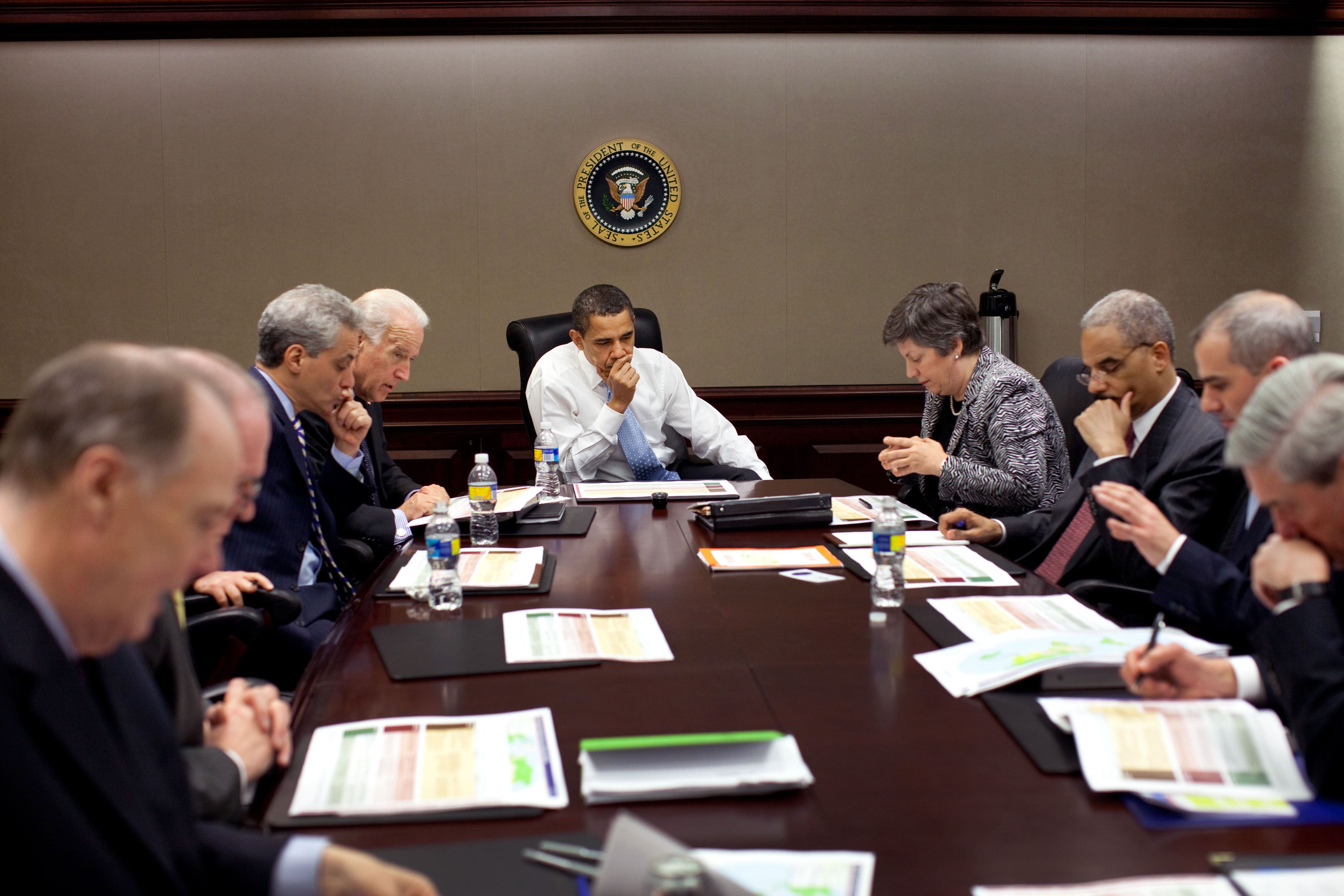
الرئيس أوباما أطلع في غرفة العمليات عن تفشي انفلونزا الخنازير.

#### الأنفلونزا متطلبات الإبلاغ
في الولايات المتحدة، الغالبية العظمى من 70 الوطنية التنفسية والمعوية الفيروس نظام المراقبة (NREVSS) مختبرات لا تقرير الأنفلونزا نوع فرعي.
ومع ذلك ، في عام 2007، العدوى البشرية بفيروس رواية influenzavirus أ أصبح وطنيا الحالات التي تستدعي الاهتمام. رواية الأنفلونزا فيروس العدوى تشمل جميع حالات العدوى البشرية بفيروس الأنفلونزا والفيروسات التي تدور حاليا الأنفلونزا البشرية H1 و H3 الفيروسات. هذه الفيروسات وتشمل تلك subtyped كما غير البشرية في أصل تلك التي unsubtypable مع الأساليب القياسية والكواشف. السلالة الجديدة المسؤولة عن تفشي هذا المرض كان أحد هذه الفيروسات.

#### توصيات للمدارس
في البداية CDC قد أصدرت توصية المدارس إغلاق دام أسبوعين إذا كان الطالب يمسك انفلونزا الخنازير. بعض المدارس أغلقت جميع المدارس لو طفل واحد كانت تصنف على أنها محتملة. يوم 5 مايو CDC تراجع المشورة مشيرا إلى أن المدارس التي أغلقت على أساس السابقة CDC توجيهات تتعلق هذه الفاشية قد فتح. بحلول ذلك الوقت على الأقل 726 مدرسة وطنية تخدم أكثر من 480، 000 الطلاب قد أغلقت على الأقل بعض فترة من الزمن. مركز السيطرة على الأمراض عدلت المشورة نقلا عن معلومات جديدة على شدة المرض والحد من فعالية إغلاق المدرسة كأداة للرقابة. الجديد النصيحة إن «القرارات حول إغلاق المدرسة يجب أن تكون وفقا لتقدير السلطات المحلية على أساس الاعتبارات المحلية ، بما في ذلك القلق العام وتأثير التغيب عن المدرسة ونقص في عدد الموظفين.»

### الغذاء والدواء
إدارة الغذاء والدواء (FDA) أذن الطوارئ استخدام الأدوية والاختبارات اللازمة لتشخيص الإنفلونزا. (FDA هو جزء من وزارة الصحة والخدمات البشرية.) FDA ذكر هو أيضا مواجهة هذا التهديد من خلال:
- العمل مع الجهات الحكومية الأخرى والشركات المصنعة على سلسلة من المسائل المتعلقة الأدوية المضادة للفيروسات.
- تزايد 2009 H1N1 فيروس انفلونزا وإعداد لجعل اللقاح البذور الكثير ، والتي يمكن أن تستخدم في نهاية المطاف إلى إنتاج لقاح أمن وفعال.
- المساعدة في إعداد الكواشف اللازمة من أجل إنتاج لقاح والتنسيق عن كثب مع وكالات الصحة العامة السريرية التطوير والاختبار.
- تسريع الوصول إلى أدوات التشخيص لهذا 2009 H1N1 فيروس إنفلونزا[26]

في 6 مايو عام 2009، الهيئة أعلنت أنها وافقت على تصنيع جديدة مرفق لقاح الإنفلونزا الموسمية ، المملوكة من قبل شركة سانوفي باستور ، والتي يمكن أن تستخدم أيضا في تصنيع اللقاح الجديد H1N1 إنفلونزا. إدارة الاغذية والعقاقير أيضا تحذيرا للمستهلكين أن نكون حذرين من المنتجات التي تدعي علاج أو الوقاية من انفلونزا الخنازير.

#### وزارة الأمن الداخلي
الأمين نابوليتانو وذكرت درهم كان مدير المكتب الاتحادي عن الحوادث مثل تفشي فيروس الأنفلونزا H1N1 ، و «في إطار هذا الدور ، كنا الرائدة الحقيقية الجهد التعاوني.» وزارة الأمن الداخلي لديه وثيقة مؤرخة 1 تشرين الثاني 2005، بعنوان «الاستراتيجية الوطنية الأنفلونزا الجائحة» تفاصيل التخطيط الأوبئة المحتملة. https://web.archive.org/web/20090507013213/http://www.pandemicflu.gov/plan/federal/pandemic-influenza.pdf

#### وزارة الخارجية
وزارة الخارجية اقترح المسافرين إلى المكسيك البقاء في حالة تأهب ويتوافق مع توجيهات من المكسيكي مسؤولو الصحة العامة ، ولكن لم تفرض أي قيود على سفر مواطني الولايات المتحدة إلى المكسيك. ومع ذلك ، فإن فعلت وزارة الخارجية تنصح المواطنين الأمريكيين تجنب أي سفر غير ضروري إلى المكسيك.

#### وزارة الزراعة
وزارة الزراعة (USDA) عن عدم الخنازير في الولايات المتحدة أصيبوا حتى الآن ، ولكن وزارة الزراعة هو رصد الخنازير عبر لنا عن علامات العدوى.

#### وزارة التجارة
وزارة التجارة أرسلت رسالة إلى روسيا والصين تطلب هذه البلدان رفع الحظر المفروض على الأمريكيين منتجات لحوم الخنزير.

#### وزارة الدفاع
وزارة الدفاع (DOD) رصد انفلونزا الخنازير قد خطط طوارئ للتعامل مع مثل هذه الفاشيات. اعتبارا من 7 مايو 2009, وزارة الدفاع ذكرت 104 حالات مؤكدة بين أفراد القوات المسلحة وأسرهم. وزارة الدفاع حافظ الملخص اليومي والخريطة.

#### وزارة التعليم
وزارة التربية والتعليم توجيهات إلى المدارس في الولايات المتحدة المتضررة من أنفلونزا الخنازير ، فضلا عن الاحتياطات الواجب اتخاذها.

### والحكومات المحلية
وأغلقت المدارس في العديد من الدول في الاستجابة المحلية من تفشي انفلونزا. قبل 30 أبريل 2009, 300 الولايات المتحدة المدارس والمناطق التعليمية قد أعلنت إغلاق في التصدي للفاشية ، وإعطاء 169,000 الطلاب إجازة. يوم 4 مايو، 2009 حوالي 533 المدارس في 24 ولاية في الولايات المتحدة مغلقة ، مما يؤثر على حوالي 330، 000 طالب وطالبة. في 25 أيلول، 2009, 42 تم إغلاق المدارس في ثماني دول مثل الموجة الثانية من الوباء بدأ.
في مايو 5, كاثلين سيبيليوس جاء في CDC مؤتمر صحفي أن إغلاق المدارس واحدة من الحالات المؤكدة من الأنفلونزا H1N1 غير ضرورية ، ولكن أن الآباء إبقاء الطفل في المنزل إذا كان يعرض المرض الشبيه بالإنفلونزا.
العديد من شركات الطيران الأمريكية التنازل عن رسوم الغاء الرحلة التغييرات. واحد على الأقل كروز الخط تغيير مسار الرحلة لتجنب المكسيكي موانئ.